# Mississippi (jeu)
Pour les articles homonymes, voir Mississippi.

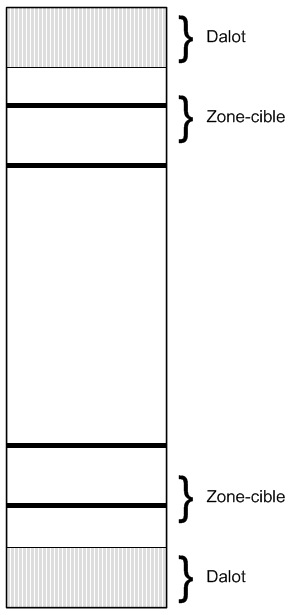
Diagramme de la table de Mississippi vue du dessus.

Le Mississippi est un jeu d'adresse qui oppose deux personnes ou deux équipes de deux personnes ou plus. Placé à chaque bout d'une longue table étroite, chaque joueur reçoit huit rondelles en début de partie. Le but de chaque joueur est de se départir des rondelles en sa possession en les faisant glisser sur la table en direction de l'extrémité opposée en visant une rondelle au repos. 
La table possède un dalot, endroit servant à recueillir les rondelles inutilisées, à chacune de ses extrémités. Chacun des dalots est voisin d'une zone-cible. Entre les deux zones-cibles se trouve une surface de glisse.

## Règles
Au début de la partie, l'un des deux joueurs tient le rôle de « lanceur », alors que l'autre est « placeur ». Pour désigner le rôle, chacun lance une rondelle vers l'extrémité opposée de la table. Le joueur dont la rondelle est le plus près du dalot, mais sans y tomber, décide de son rôle. Si les deux rondelles sont en dehors de la zone-cible, les joueurs recommencent.
Chaque joueur commence la partie avec 8 rondelles. 
1. Dans la zone-cible, le placeur place une rondelle-cible à plat à la position de son choix (la rondelle peut dépasser de la zone-cible, mais elle doit y toucher).
2. Le lanceur tire une rondelle vers la rondelle-cible. Le déroulement de la partie continue ainsi :
  - Si la rondelle-cible seulement tombe dans le dalot, la rondelle sur la table devient la nouvelle rondelle-cible. Suivre les instructions à partir de 2.
  - Si les deux rondelles tombent dans le dalot, suivre les instructions à partir de 1.
  - Si la rondelle-cible demeure sur la table après le tir, les deux joueurs échangent leur rôle. Suivre les instructions à partir de 1.
  - Si la rondelle-cible tombe dans le dalot et qu'une partie de la nouvelle rondelle-cible se trouve au-dessus du dalot, le placeur peut la flipper, c'est-à-dire la projeter dans les airs en lui imprimant un mouvement de rotation à l'aide de sa main. S'il attrape la rondelle avec la même main, il devient lanceur et son adversaire placeur. Suivre les instructions à partir de 1. (Le lanceur peut rapidement lancer une rondelle pour faire tomber la nouvelle rondelle-cible dans le dalot avant que le placeur n'ait le temps de la flipper. S'il y parvient, les rôles ne sont pas inversés. Le lanceur doit récupérer la rondelle lancée pour contrer un flip, peu importe le résultat obtenu.)
  - Si une rondelle tombe en dehors de la table à cause du tireur (tir trop puissant, par exemple), les deux joueurs échangent leur rôle. Suivre les instructions à partir de 1.
3. Si le tireur ne possède plus qu'une seule rondelle en main, il l'annonce en cognant sur la table.
  - S'il oublie de le faire, les deux joueurs échangent leur rôle. Suivre les instructions à partir de 1.
  - À ce moment seulement et s'il n'y a aucune rondelle-cible sur la table, alors le placeur peut placer une rondelle-cible en position verticale à l'endroit de son choix dans la zone-cible.
  - Si le tireur parvient à faire tomber les deux rondelles dans le dalot, il gagne la partie. Sinon, il reprend une rondelle et les deux joueurs échangent leur rôle. Suivre les instructions à partir de 1.
4. Toute tentative d'intimider l'adversaire ou de le perturber est peu sportif et peut provoquer la perte de la partie.

## Variante
Le Mississippi peut se jouer en équipes de deux, chacune à un bout de la table. Chaque membre de l'équipe tire à tour de rôle.